# ヤスミン・アハマド
ヤスミン・アハマド（Yasmin Ahmad、1958年7月1日 - 2009年7月25日）は、マレーシアの映画監督、脚本家である。日本語では「ヤスミン・アフマド」と表記されることもある。2000年代のマレーシア・ニューウェイブの中核的存在と言われ、生涯で6本の長編映画を残した。

## 経歴
ジョホール州出身。音楽家の父親と舞台演出家の母親を持つ。母方の祖母は日本人である。幼い頃から映画好きで、黒澤明作品や「座頭市」「寅さん」など日本映画のファンだった。ニューカッスル大学で芸術と心理学を学んだ。帰国後はCMディレクターをつとめ、国営石油会社ペトロナスのCMシリーズで有名になった。
2003年、『ラブン』で長編映画監督デビュー。2005年、『細い目』が第18回東京国際映画祭最優秀アジア映画賞を受賞する。2006年、マレーシア映画祭において『グブラ』が最優秀作品賞と最優秀脚本賞と最優秀女優賞を受賞する。2007年、『ムクシン』がベルリン国際映画祭に出品される。2008年、『ムアラフ 改心』が東京国際映画祭「アジアの風」部門で上映される。
2009年、脳出血により死去。同年に東京国際映画祭で上映された『タレンタイム～優しい歌』が遺作となった。日本人を祖母に持つ自身のルーツを探る日本ロケ作「ワスレナグサ」の制作に着手し、ロケハンを終えた矢先の急逝だった。

## スタイルと影響
小津安二郎とダグラス・サークに影響を受けているが、最大の影響にはチャーリー・チャップリンを挙げている。最も好きな映画には『男はつらいよ』を挙げた。

## フィルモグラフィー

### 長編映画
- ラブン（2003年）
- 細い目（2004年）
- グブラ（2006年）
- ムクシン（2006年）
- ムアラフ 改心（2008年）
- タレンタイム～優しい歌（2009年）